# Nina Vanna
Pour les articles homonymes, voir Vanna.
Nina Vanna, née le 27 septembre 1899 à Minsk et morte le 8 novembre 1953 à Battle en Angleterre, est une actrice britannique d'origine russe qui apparaît dans de nombreux films muets dans les années 1920. Elle joue notamment dans des drames historiques, dans le rôle de Jeanne Grey dans la première des trois versions du film, et Lucrèce Borgia dans ce qui est probablement la première version de cette histoire au cinéma.

## Filmographie
- 1923 : The Man Without Desire (en)
- 1923 : Guy Fawkes (en)
- 1924 : The Cost of Beauty (en)
- 1924 : The Money Habit (en)
- 1925 : We Women (en)
- 1925 : La Closerie des genêts d'André Liabel
- 1925 : Veille d'armes de Jacques de Baroncelli
- 1926 : The Triumph of the Rat (en)
- 1926 : Three Cuckoo Clocks (en)
- 1926 : Graziella de Marcel Vandal
- 1927 : Men Before Marriage (en)
- 1927 : A Murderous Girl (en)
- 1927 : Trois Nuits d'amour (Café Elektric)
- 1927 : Endangered Girls (en)
- 1937 : The Show Goes On de Basil Dean[2]